# سینگرد
سینگرد، روستایی از توابع بخش مرکزی شهرستان فریدن در استان اصفهان ایران است.

## مردم
مردم این روستا عمدتاً ترک و لر هستند.که امروزه همچنان به رسومات گذشته پایبند می باشند.

## جمعیت
این روستا در دهستان زاینده‌رود شمالی قرار دارد و براساس سرشماری مرکز آمار ایران در سال ۱۳۸۵، جمعیت آن ۴۳۲ نفر (۱۰۲خانوار) بوده‌است.